# Яйва (посёлок городского типа)
Яйва — посёлок городского типа (с 1948 года) в Пермском крае России. Входит в Александровский муниципальный округ. Железнодорожной станция на линии Чусовская — Соликамск.

## Этимология
Название поселения образовано от одноименной реки Яйва.

## История
Датой основания посёлка считается 1930 год. Его первыми жителями были спецпереселенцы (раскулаченные крестьяне).
Посёлок был основан недалеко от железнодорожной станции Яйва. Название посёлок получил по названию одноимённой реки. В 60-х годах была попытка переименовать посёлок Яйва в город Маяковский. Эта попытка закончилась неудачно.
В 1930-е годы в Яйве создаётся лесопильный цех, который в дальнейшем перерос в домостроительное предприятие.
Во время Великой Отечественной войны в Яйве располагался эвакуационный госпиталь.
В 1956 году было начато строительство Яйвинской ГРЭС-16. Первые агрегаты ГРЭС заработали 30 июня 1963 года, а к 16 сентября 1965 года заработал четвёртый агрегат. В тех же годах построено Яйвинское водохранилище.
В 1961 году режиссёром Юрием Чулюкиным снимался советский комедийный художественный фильм «Девчата».
Статус посёлка городского типа был присвоен 12 мая 1948 года.
С 2004 до 2019 гг. пгт был административным центром Яйвинского городского поселения. 

## Транспорт
Через посёлок проходит железнодорожная линия Соликамск — Няр, железнодорожная станция посёлка имеет название Яйва. Регулярное пассажирское сообщение осуществляется по направлениям Соликамск — Няр — Половинка-Чусовская — Чусовская и Соликамск — Няр — Углеуральская — Лёвшино.

## Достопримечательности
Краеведческий музей Яйвинского городского поселения

## Население
| 1959    | 1970    | 1979    | 1989    | 2002    | 2006    | 2007    | 2009    | 2010    |
| ------- | ------- | ------- | ------- | ------- | ------- | ------- | ------- | ------- |
| 13 280  | ↘11 767 | ↘11 278 | ↗11 877 | ↘10 885 | ↘10 500 | →10 500 | ↘10 399 | ↘10 325 |
| 2012    | 2013    | 2014    | 2015    | 2016    | 2017    | 2018    | 2019    | 2020    |
| ↘10 254 | ↘10 178 | ↘10 125 | ↘10 051 | ↘10 033 | ↘9996   | ↘9973   | ↘9842   | ↘9796   |
| 2021    | 2023    |         |         |         |         |         |         |         |
| ↘8269   | ↘8260   |         |         |         |         |         |         |         |